# Ursula Poznanski
Pour les articles homonymes, voir Poznanski.
Ursula Poznanski, née le 30 octobre 1968 à Vienne, est une romancière autrichienne, auteur de roman policier, de thriller, de science-fiction et de littérature d'enfance et de jeunesse.

## Biographie
Ursula Poznanski suit les cours de l'université de Vienne, où elle étudie notamment la culture japonaise, le droit et le journalisme. Elle travaille ensuite comme journaliste médicale, puis comme rédacteur en chef d'une maison d'éditions spécialisée dans les publications médicales. Au début des années 2000, après la naissance de son fils, elle commence à publier des livres pour enfants.
En 2010, elle fait paraître Erebos, un thriller se déroulant dans l'univers des jeux vidéo. Destiné à un public adolescent, ce roman est bien accueilli en Autriche comme en Allemagne, où il obtient notamment un Deutscher Jugendliteraturpreis en 2011. 
En 2012, elle amorce une série policière consacrée à Beatrice Kaspary, inspectrice de la brigade criminelle de Salzbourg. 

## Œuvre

### Romans policiers

#### SérieBeatrice Kaspary-Reihe
1. Cinq, Presses de la Cité, coll. « Sang d'encre », 2013 ((de) Fünf, 2012), trad. Corinna Gepner  (ISBN 978-2-258-10067-1)Réédition sous le titre Ça ressemble à un jeu, Pocket no 15974, 2015 (ISBN 978-2-266-24999-7)
2. Tout un poème, Presses de la Cité, coll. « Sang d'encre », 2015 ((de) Blinde Vögel, 2013), trad. Corinna Gepner  (ISBN 978-2-258-10853-0)Réédition, Pocket no 16733, 2016 (ISBN 978-2-266-26921-6)
3. (de) Stimmen, 2015
4. (de) Schatten, 2017

#### Romans policiers en collaboration avecArno Strobel
- (de) Fremd, 2015
- (de) Anonym, 2016
- (de) Invisible, 2018

#### Autres romans policiers
- Sous haute dépendance, Bayard jeunesse, 2012 ((de) Erebos, 2010), trad. Sylvie Roussel  (ISBN 978-2-7470-3435-7)
- (de) Saeculum, 2011
- (de) Layers, 2015
- Rapaces, Milan, 2021 ((de) Elanus, 2016), trad. de Florence Quillet  (ISBN 978-2745995919)
- Aquila, Milan, 2019 ((de) Aquila, 2017), trad. Florence Quillet  (ISBN 978-2408004262)
- (de) Thalamus, 2018

### Romans de science-fiction

#### Trilogie d'Eleria
1. (de) Die Verratenen, 2012
2. (de) Die Verschworenen, 2013
3. (de) Die Vernichteten, 2014

Thriller
Oracle (2023)

### Romans pour la jeunesse
- (de) Theo Piratenkönig, 2003
- (de) Buchstabendschungel, 2003
- (de) All diese Zahlen, 2004
- (de) Die allerbeste Prinzessin, 2005
- (de) Redaktion Tintenklex: Das Geheimnis der 67 Erpresserbriefe, 2006
- (de) Redaktion Tintenklex: Das geheimnisvolle Grab, 2006
- (de) Pauline Pechfee, 2007
- (de) Spanier küssen anders, 2008

## Prix et distinctions
- Deutscher Jugendliteraturpreis : prix du jury jeunesse en 2011 pour Erebos.